# China Taipéi en los Juegos Paralímpicos de Londres 2012
China Taipéi (Taiwán) estuvo representada en los Juegos Paralímpicos de Londres 2012 por un total de 18 deportistas, nueve hombres y nueve mujeres.

## Medallistas
El equipo paralímpico obtuvo las siguientes medallas:
| Nombre         | Deporte                   | Evento                             |
| -------------- | ------------------------- | ---------------------------------- |
| Oro            |                           |                                    |
| —              |                           |                                    |
| Plata          |                           |                                    |
| Lee Kai-Lin    | Yudo                      | –48 kg femenino                    |
| Bronce         |                           |                                    |
| Lin Tzu-Hui    | Levantamiento de potencia | –75 kg femenino                    |
| Tseng Lung-Hui | Tiro con arco             | Recurvo individual W1/W2 masculino |